# Connor Jessup
Connor Jessup (Toronto, Ontario, 23 de junio de 1994) es un actor y productor canadiense. Es conocido por interpretar a Ben Mason en la serie de TNT Falling Skies.

## Biografía
Connor debutó como actor en The Jon Dore Show, una serie de la televisión canadiense, en 2007. Ese mismo año fue seleccionado para interpretar a Simon Atherton en la primera temporada de The Saddle Club a lo largo de 27 episodios, hasta 2009.
Obtuvo el papel de Ben Mason en la serie de drama y ciencia ficción Falling Skies de la cadena TNT junto a Noah Wyle, donde el productor ejecutivo es Steven Spielberg. También obtuvo el papel principal en la película canadiense independiente Blackbird, en la que interpreta a un adolescente con problemas que es acusado falsamente de planear un tiroteo en la escuela. Además de su trabajo como actor, Jessup también estuvo involucrado en la producción ejecutiva del largometraje independiente Amy George. 
En 2010 produjo y dirigió el cortometraje I Don't Hurt Anymore!. En 2014 interpretó el papel de Casey Demas en la película Skating to New York . En 2019 hizo público a través de su cuenta de Instagram su homosexualidad. En febrero de 2020 confirmó su relación con el actor Miles Heizer.

## Filmografía
| Cine       | Cine                    | Cine           | Cine                                          |
| Año        | Película                | Rol            | Notas                                         |
| ---------- | ----------------------- | -------------- | --------------------------------------------- |
| 2010       | I Don't Hurt Anymore!   |                | Cortometraje (escritor, productor y director) |
| 2011       | Amy George              |                | Cortometraje (productor ejecutivo)            |
| 2012       | Blackbird               | Sean Randall   | Protagonista                                  |
| 2014       | Skating to New York     | Casey Demas    | Protagonista                                  |
| 2014       | What Doesn't Kill You   | Marshall       | Cortometraje                                  |
| 2014       | Fragments               | Alex           | Cortometraje                                  |
| 2015       | Closet Monster          | Oscar Madly    | Protagonista                                  |
| 2015       | Crazy House             | Beckett        | Cortomeraje                                   |
| Televisión |                         |                |                                               |
| Año        | Título                  | Rol            | Notas                                         |
| 2007       | The Jon Dore Show       | Chico          | 1 episodio                                    |
| 2008-2009  | El club de la herradura | Simon Atherton | 27 episodios                                  |
| 2011       | King                    | Ben Moser      | 1 episodio                                    |
| 2011-2015  | Falling Skies           | Ben Mason      | Elenco principal                              |
| 2016       | American Crime          | Taylor Blaine  | Elenco principal (temporada 2)                |
| 2020-2022  | Locke & Key             | Tyler Locke    | Elenco principal                              |